# Die Farbe Lila (Musical)
Die Farbe Lila ist ein Musical von Brenda Russell, Allee Willis und Stephen Bray. Das Buch von Marsha Norman basiert inhaltlich auf dem gleichnamigen Roman von Alice Walker und der Filmadaption von Steven Spielberg über die Reise der Afroamerikanerin durch die Südstaaten in der ersten Hälfte des 20. Jahrhunderts.
Die ursprüngliche Musical lief von Dezember 2005 bis 24. Februar 2008 und wurde für 11 Tony Awards nominiert und hat einen Preis für die beste Hauptdarstellerin (LaChanze) gewonnen. Die Neuinszenierung wurde am 10. Dezember 2015 eröffnet und lief bis 8. Januar 2017, hatte vier Nominierungen und gewann zwei, sowohl für die beste Hauptdarstellerin (Cynthia Erivo) als auch für die beste Neuinszenierung eines Musicals. Die Musical-Version inspirierte Blitz Bazawule zur Neuverfilmung von 2022.

## Handlung

### Akt I
Die Handlung in dem Roman spielt am Anfang des 20. Jahrhunderts, in dem Musical gibt es keine Zeitgrenzen oder Bestimmtheit. Nur die Kleidung der Figuren deutet uns an, dass die Geschichte nicht in unserer Zeit passiert ist.
An einem Sonntagmorgen spielt die vierzehnjährige Celie, die bereits ein Kind von ihrem Vater „Pa“ Alphonso  bekommen hat und nun mit ihrem zweiten schwanger ist, mit ihrer jüngeren Schwester Nettie ein Klatschspiel. Sie sollen mit den anderen Mitgliedern ihrer ländlichen Gemeinde in Georgia zum Gottesdienst in die Kirche gehen, was für Celie schon körperlich schwerfällt, aber ihr Vater treibt sie trotzdem weiter an. In selber Zeit kann man schon den Chor, der Gott lobt und die Unbestimmtheiten des Lebensweges bewundert (man hört die Nummer Huckleberry Pie/Mysterious Ways). Nachdem Celie einen Sohn zur Welt gebracht hat, sorgt sie sich um ihn, zeigt ihm ihre Liebe (Somebody Gonna Love You). Ihr Vater kommt plötzlich, nimmt ihr das Kind weg und sagt, dass er es wie das erste Kind loswerden wird. Celie verabschiedet sich im Stillen von ihrem Neugeborenen und bittet Gott um ein Zeichen.
Vier Jahre später tritt der örtliche Bauer und Witwer Albert „Mister“ Johnson an Alphonso heran und bittet um die Erlaubnis, Nettie zu heiraten. Alphonso lehnt ab, aber bietet ihm Celie statt Nettie an. Mister sagt direkt, dass er Celie nicht mag, weil sie hässlich sei, ganz im Gegensatz zu Nettie, die sehr schön sei. Aber als ihm Pa zusätzlich zu Celie noch eine Kuh anbietet, stimmt er endlich zu. Zeitgleich sprechen die beiden Mädchen miteinander über ihre Träume – Nettie sagt, dass sie wissen wolle, „... how the world goes. How far is the moon? How the sky changes color?“ (dt.: „... wie die Welt funktioniert. Wie weit ist es bis zum Mond? Wie verändert der Himmel seine Farbe?“). Celie will einfach ruhig leben, einen Garten haben, „where birds come to sing“ (dt.: „In den die Vögel zum Singen kommen.“). Sie beten zusammen und hoffen, dass Gott ihre Seele nie trennen wird (Our Prayer). Allerdings muss Celie mit Mister gehen, um Netties Traum, Lehrerin zu werden, zu retten. Die örtlichen Kirchenfrauen gackern ihre Zustimmung, sie denken, dass Celie mit Mister Glück hat (That Fine Mister). Celie kommt in Misters Haus und wird in ein neues Leben voll harter Arbeit eingeführt (Big Dog).
Eines Tages taucht Nettie in Misters und Celies Haus auf und erklärt, dass sie die lüsternen Aufmerksamkeiten von Pa satt habe. Sie fragt, ob sie bei Celie und Mister bleiben dürfe. Mister stimmt zu, wird aber später Nettie gegenüber sexuell übergriffig, als sie auf dem Weg zur Schule ist. Sie wehrt sich, worauf Mister sie aus dem Haus wirft. Celie protestiert, aber Mister schwört, dass Celie und Nettie sich nie wieder sehen werden. Als Nettie Misters Grundstück verlässt, verspricht sie, Celie zu schreiben, aber Mister verbietet Celie, diese Briefe zu lesen. Er droht ihr, sie umzubringen, wenn er sieht, dass sie den Briefkasten jemals berührt (Lily of the Field).
Ein paar Jahre später bringt Misters Sohn Harpo Sofia mit nach Hause, eine willensstarke Frau, die er später heiratet. Celie bewundert diese willensstarke Frau, die ihren Ehemann dominiert. Sie ist auch überrascht, dass Harpo sie liebt und nicht erniedrigt (Dear God – Sofia). Als er sich beschwert, dass er es leid ist, dass Sofia ihn herumkommandiert, sagen Mister und Celie ihm, dass der einzige Weg, sie zum Zuhören zu bringen, darin bestehe sie zu schlagen. Harpo versucht dies, wird aber schließlich von Sofia geschlagen, wovon die Kirchenfrauen beeindruckt sind (A Tree Named Sofia). Nachdem sie Celie zur Rede gestellt hat, erfährt Sofia das Ausmaß von Misters Grausamkeit und rät Celie, für sich selbst einzustehen (Hell No!). Sofia verlässt das Haus, um Zeit mit ihren Schwestern zu verbringen. Sie sagt, sie könne nicht mehr an einem Ort wohnen, an dem sie bedroht wurde.
Harpo beschließt, sein Haus in einen Juke Joint zu verwandeln und lässt sich auf eine Affäre mit der Kellnerin Squeak ein, die bei ihm einzieht (Brown Betty). Einige Zeit später bereitet sich die Gemeinde auf die Ankunft der Jazzsängerin Shug Avery vor, die sich als Misters langjährige Geliebte entpuppt (Shug Avery Comin' to Town). Doch als Shug mit ihrer Band eintrifft, ist sie in einem so schlechten Zustand (All We’ve Got to Say), dass Celie sie trotz der Missbilligung der Gemeinde wieder gesundpflegt.
Während sie ein Kleid für Shugs Debüt schneidert, erlebt Celie zum ersten Mal Gefühle von Wärme und Zärtlichkeit. Man kann schon von einer entstehenden Liebe sprechen (Dear God – Shug). Shug erfährt unterdessen mehr über Celies Beziehung zu Mister und ermutigt sie, ihre innere Stärke zu finden (Too Beautiful for Words).
An diesem Abend bringt Shug in Harpo’s Juke Joint mit einer rauen Blues-Nummer (Push Da Button) zum Kochen. Sofia kommt mit ihrem neuen Freund Buster und tanzt mit Harpo, was Squeak dazu veranlasst, einen Streit mit ihr anzufangen (Uh-Oh!). Der Streit eskaliert schließlich zu einer Kneipenschlägerei, woraufhin Shug und Celie fliehen.
Nach ihrer Rückkehr in Misters Haus erkunden Shug und Celie ihre neu gefundene Beziehung (What About Love?). Shug entdeckt mehrere Briefe für Celie, die aus Afrika stammen. Celie erkennt Netties Handschrift und stellt fest, dass ihre Schwester noch lebt.

### Akt II
Beim Lesen der Briefe, die Mister vor ihr versteckt hatte, erfährt Celie, dass Nettie in Afrika ist und bei der Missionarsfamilie lebt, die Celies Kinder, die doch überlebt haben, adoptiert hat (African Homeland). Sofia wird verhaftet, weil sie den Bürgermeister angegriffen hat, nachdem sie sich weigerte, für seine Frau zu arbeiten. Als Celie sie besucht, erfährt sie, dass Sofia ihre Strafe im Gewahrsam des Bürgermeisters absitzen wird.
Nach zwölf Jahren bringt Shug ihren Mann Grady zu Ostern mit. Nachdem sie das Ausmaß von Celies Zorn auf Gott erfahren hat, lädt Shug sie ein, mit ihr zurück nach Memphis zu kommen, damit sie die einfachen Freuden des Lebens genießen können (The Color Purple). Nach dem Abendessen teilt Celie Mister mit, dass sie geht, und Squeak kündigt an, dass sie ebenfalls gehe. Als sich Mister weigert und versucht, sie zu schlagen, bleibt Celie standhaft und verflucht ihn (Celie’s Curse). Harpo lädt Sofia ein, zurückzukommen, um Juke Joint zu leben, und versöhnt sich dabei mit ihr. Schließlich beginnt auch Mister die Auswirkungen von Celies Fluch zu spüren. Harpo fordert seinen Vater auf, die Dinge wieder in Ordnung zu bringen, nachdem Mister eine Reihe schrecklicher Dinge widerfahren sind, die Mister dazu zwingen, die Bedeutung von Celies Fluch und den Sinn des Lebens jenseits seiner harten Kindheit zu begreifen.
In Shugs Haus in Memphis beginnt Celie, Nettie zu schreiben und entdeckt, dass sie eine Begabung für die Herstellung von Hosen hat. Nachdem sie das Haus ihrer Kindheit geerbt hat, gründet Celie ein Geschäft und beginnt, ihre Entwürfe zu verkaufen (Miss Celie’s Pants). Harpo und Sofia verstehen sich unterdessen gut und erfahren, dass Mister Schwierigkeiten hat, Nettie und die Kinder in die Vereinigten Staaten zu holen. Die drei beschließen, einen Plan zu schmieden (Any Little Thing).
Shug erzählt Celie, dass sie sich in einen 19-jährigen Musiker aus ihrer Band verliebt hat, und bittet sie um Erlaubnis, eine letzte Affäre mit ihm zu beginnen. In der Zwischenzeit hat sich Mister mit seinem Leben versöhnt (What About Love? (Reprise)). Auf dem Heimweg merkt Celie, dass sie an den Gewalt- und Missbrauchserfahrungen der Vergangenheit nicht zerbrochen ist. Sie spürt zum ersten Mal eine tiefe Liebe zu sich selbst (I’m Here).
Einige Jahre später, als sie ein Picknick für die Gemeinde zum Unabhängigkeitstag am 4. Juli veranstaltet, hört Celie eine Autohupe und eine vertraute Stimme aus ihrer Kindheit. Es ist Nettie, die das Klatschlied singt, das sie vor Jahren gesungen haben. Die beiden rennen aufeinander zu und umarmen sich, während Celies erwachsene Kinder direkt hinter ihr aus dem Auto steigen. Nachdem sie erfahren hat, dass Mister und Shug das Wiedersehen möglich gemacht haben, dankt Celie ihnen und Gott dafür, dass sie mit ihrer Schwester wieder vereint ist (The Color Purple (Reprise)).

## Cast des Musicals

### Original Musical (2005)
- Celie: LaChanze
- Shug Avery: Elisabeth Withers-Mendes
- Sofia: Felicia P. Fields
- Mister: Kingsley Leggs
- Harpo: Brandon Victor Dixon
- Nettie: Renée Elise Goldsberry
- Junge Nettie, Misters Tochter: Chantylla Johnson
- Junge Celie, Misters Tochter, Junge Olivia, Henrietta: Zipporah G. Gatling
- Solo in der Kirche: Carol Dennis
- Doris: Kimberly Ann Harris
- Darlene: Virginia Ann Woodruff
- Jarene, Daisy: Maia Nkenge Wilson
- Prediger, Guard: Doug Eskew
- Pa (Alphonso): JC Montgomery
- Junger Harpo, Junger Adam: Leon G. Thomas III
- Squeak: Krisha Marcano
- Alter Mister: Lou Myers
- Grady: JC Montgomery
- Erwachsene Olivia: Bahiyah Sayyed Gaines
- Erwachsener Adam: Grasan Kingsberry

### Neuinszenierung (2015)
- Celie: Cynthia Erivo
- Shug Avery: Jennifer Hudson
- Sofia: Danielle Brooks
- Mister: Isaiah Johnson
- Harpo: Kyle Scatliffe
- Nettie: Joaquina Kalukango
- Frau aus der Kirche I: Carrie Compere
- Frau aus der Kirche II: Bre Jackson
- Frau aus der Kirche III: Rema Webb
- Guard: Dwayne Clark
- Pa (Alphonso): Kevin Morrow
- Squeak: Krisha Marcano
- Prediger, Alter Mister: Lawrence Clayton
- Grady: Antoine L. Smith
- Olivia: Carla R. Stewart
- Adam: Grasan Kingsberry

## Lieder
(Quelle: )

### Akt I
1. Ouverture – Orchester
2. Huckleberry Pie / Mysterious Ways – Junge Celie und Junge Nettie / Celie, Nettie und Ensemble
3. Somebody Gonna Love You – Celie
4. Our Prayer – Nettie, Celie, Mister, Doris, Darlene, Jarene und Pa
5. That Fine Mister – Doris, Darlene und Jarene
6. Big Dog – Mister, Celie, Young Harpo, Mister's Töchter und Männerensemble
7. Lily of the Field – Celie, Nettie und Mister
8. Dear God – Sofia – Celie
9. A Tree Named Sofia – Doris, Darlene und Jarene
10. Hell No! – Sofia, Celie, & Sofias Schwestern
11. Brown Betty – Harpo, Squeak, Celie und das Männerensemble
12. Shug Avery Comin’ to Town – Mister, Celie und Ensemble
13. All We’ve Got to Say – Doris, Darlene und Jarene
14. Dear God – Shug – Celie und Shug
15. Too Beautiful for Words – Shug
16. Push Da Button – Shug, Harpo und Ensemble
17. Uh-Oh! – Sofia, Squeak, Celie, Buster und Frauenensemble
18. What About Love? – Celie und Shug
19. Act I Finale – Orchester, Shug, Celie und Nettie

### Akt II
1. African Homeland – Nettie, Celie, Junger Adam, Junge Olivia und Ensemble
2. The Color Purple – Shug und Celie
3. Church Ladies’ Easter – Doris, Darlene und Jarene
4. I Curse You Mister – Celie und Mister
5. Mister’s Song – Celie's Curse – Mister
6. Miss Celie's Pants – Celie, Shug, Sofia und weibliches Ensemble
7. Any Little Thing – Harpo und Sofia
8. What About Love? (Reprise) – Celie und Shug
9. I’m Here – Celie
10. The Color Purple (Reprise) – Celie und Company

Anmerkung: Es gibt die Nummer "Ouverture", "Act I Finale", "Church Ladies’ Easter",  "I Curse You Mister" in der Neuinszenierung (2015) nicht.